# Mus (jeu)
Pour les articles homonymes, voir Mus.
Le mus (prononcé « mouche ») est un jeu de cartes populaire d'origine basque. le mus est un jeu de mise, de probabilités, de communication (par signes convenus) et de bluff, proche du poker, mais où l'on ne joue généralement pas d'argent. le mus est un jeu rapide et franc, avec beaucoup de place pour le bluff et les plaisanteries, en raison du mode de communication (par mimiques du visage). Il est caractéristique d'y entendre parfois un joueur clamer « hordago ! », façon de forcer l'adversaire à choisir entre le laisser gagner quelque points et décider toute la partie sur ce seul coup ; le jeu comporte bien d'autres expressions caractéristiques et tout un vocabulaire (non détaillé ici).

## Description
Il se joue à 4 joueurs : 2 équipes de 2 se disposant alternativement autour d'une table. On joue dans le sens inverse des aiguilles d'une montre.
Le paquet de cartes est formé de 40 cartes espagnoles.
Les enseignes sont : 
- les épées (pique) ;
- les bâtons ou gourdins (trèfle) ;
- les coupes (cœur) ;
- les deniers (carreau).

Chaque enseigne se compose de trois figures (roi, cavalier, valet) et de sept basses cartes 7, 6, 5, 4, 3, 2 et l'as. Elle n'ont pas d'importance particulière et on peut jouer avec un jeu français ordinaire de 52 cartes dont on a retiré les huit, neuf et dix, tandis que la dame remplace le cavalier.
Dans le jeu de mus, les suites n'ont aucune signification particulière. Les paires et les brelans ont une valeur, mais le carré est considérée comme une double paire, sans supplément de valeur.
Le mus est inscrit à l'Inventaire du patrimoine culturel immatériel de la France, depuis 2013.

## Étymologie et histoire
L'étymologiste catalan Joan Corominas, pense que le mot « mus » est d'origine française et viendrait du mot mouche,, qui vient du latin mussula.
Cependant, dans ce que le Club basque de l'Ontario présente comme la plus ancienne référence écrite au jeu de mus, le « Coreografía de Guipuzcoa » (1754) du père Jésuite Guipuscoan Manuel Larramendi, celui-ci présente le mot « mus » comme dérivant du mot « musu » qui signifie lèvre, visage, et particulièrement « moue ».
Le dictionnaire basque-français de Pierre Lhande donne ce mot basque comme provenant lui-même d'un vieil emprunt aux langues romanes (cf. « museau »). On dit « mus » quand on s'estime mal servi, quand il y aurait de quoi « faire la gueule ».
En gascon, le mot « mus » désigne aussi le museau et se retrouve dans diverses expressions familières.
L'origine du jeu est inconnue, antérieure au XVIIIe siècle en tout cas.[réf. nécessaire]
Il est pratiqué par de nombreux joueurs dans toutes les couches sociales.
Le premier championnat regroupant 387 équipes — il y en a aujourd'hui[Quand ?] 2 640 — a été organisé en 1963 par l'Union basque, sous l'impulsion de membres de patronages, dans le but de sauvegarder ce jeu traditionnel.

## But du jeu
Au mus la partie est gagnée par le couple qui arrive le premier à 40 points, matérialisés par 8 jetons de 5 points chacun (les hamarreko) ; ou sur un coup unique, quand un joueur mise son va-tout en proclamant Hordago et que ce défi est accepté (ce cas est détaillé plus loin). Le calcul des points à chacun des jeux pour arriver aux 40 points se fait avec des ttantto. Chaque fois que le joueur qui garde les points en accumule 5, il doit les changer pour un hamarreko que garde son partenaire.
La partie se joue en autant de manches que nécessaire, chacune composée de cinq phases. La première phase est celle de la distribution, les quatre suivantes sont les phases où on gagne des points, en misant et en ayant la meilleure main pour cette phase (chaque phase ayant un ordre différent pour définir la meilleure main) ; on peut en outre gagner des points de pénalité lorsque l'adversaire refuse de suivre une mise (voir ci-après, les paragraphes sur les mises et le décompte des points).

## Déroulement de la partie
À chaque manche, les joueurs vont recevoir des cartes, éventuellement les échanger. Une fois tous servis, ils miseront (ou non) successivement sur quatre aspects : avoir les plus grandes cartes, les plus petites, le plus de paires ou le plus grand nombre de points. À tout moment où on peut miser, ils peuvent également proposer un va-tout, décidant toute la partie si ce défi est accepté, ou sinon leur permettant de gagner les points correspondant à un refus de suivre la mise.
Les règles de mise sont les mêmes pour toutes les phases et détaillées plus loin.

### Phase 1: distribution et échange des cartes
Le donneur mélange le paquet, le fait couper par le joueur à sa gauche, et distribue ensuite quatre cartes (face cachée) à chaque joueur, une à une et en commençant par le joueur qui est à sa droite (donc en sens inverse des aiguilles d'une montre). Le joueur situé à droite du donneur est dit esku. Il sera le donneur à la prochaine manche.
L'ordre de distribution est important, il sera également l'ordre pour les prises de parole (pour les échanges, les mises etc.), et pour départager plusieurs joueurs dont les mains ont la même valeur : l'esku, ou le plus proche à sa droite, l'emportera.
Les joueurs regardent leur main et, en commençant par l'esku, annoncent s'ils veulent changer une ou plusieurs cartes en disant le mot mus, ou s'ils sont assez satisfait de leurs cartes en main avec une phrases comme Pas de mus (ez dago musik).
Si tous les joueurs, sans exception, sont mus, ils lanceront au centre du tapis toutes les cartes qu'ils ont l'intention d'échanger. Le donneur distribuera des cartes à nouveau mais dans ce cas, il le fera en donnant à chacun des joueurs le nombre de cartes demandées d'un seul coup. Cette possibilité d'échanger les cartes peut se répéter autant de fois que les joueurs le veulent, en respectant les règles décrites, et jusqu'à ce qu'un des joueurs annonce sa volonté de couper le mus. Si après plusieurs distributions de cartes, celles du paquet se terminent, le donneur prendra les cartes rejetées au centre du tapis pour former un nouveau paquet.
Dès qu'un seul des quatre joueurs exprime sa volonté à ne pas échanger de cartes (il coupe le mus), il dit mintza (parle) et on passe à la phase suivante.
Il y a une exception : si au cours de la distribution le donneur retourne une carte, il y a nahi duena mus et les joueurs peuvent échanger leurs cartes même si l’un d’entre eux est mintza.
Les joueurs n'exposeront leurs cartes qu'à la fin de la manche, et on ne saura qu'alors qui gagne chacune des phases qui suivent, ainsi que le nombre de points gagnés, selon les mises faites. Il faut donc se rappeler des mises (ou les noter) jusqu'à ce moment.
Si les cartes restent cachées, comme dans d'autres jeu traditionnels (l'Aluette par exemple) les joueurs peuvent manifester les caractéristiques de leur main par des expressions de visage (mouvement de sourcils, clignement des yeux, moues diverses). Les signes conventionnels servent à indiquer certaines cartes ou combinaisons notables, ils sont nombreux et variables selon les régions, les clubs.

### Phase 2: Handia (les «grands»)
Dans cette phase, l'ordre des cartes est par valeurs décroissantes : 

Roi, Cavalier, Valet, 7, 6, 5, 4, 3, 2, as.
Les joueurs misent (ou non) sur qui aura la plus grande carte, puis s'il y a égalité la seconde plus grande carte, et ainsi de suite. Si des joueurs ont une main identique ils seront ont départagés par l'ordre de distribution.

### Phase 3: Ttipia (les «petits»)
Même fonctionnement que pour Haundia, mais l'ordre des cartes est inverse, par ordre croissant : as, 2, 3, 4, 5, 6, 7, valet, cavalier, roi.

### Phase 4: Pareak («les paires»)
Seuls les joueurs qui ont au moins une paire participent aux mises, et il n'y aura de mises que si les deux camps ont au moins un joueur avec paire en main. La phase commence donc par une annonce par les joueurs dans l'ordre de distribution, pareak bai (j'ai des paires) ou au cas contraire pareak ez (je n’ai pas de paires), ou toute autre phrase équivalent sans ambiguïté. Il n'est pas permis de mentir.
La hiérarchie est dans l'ordre décroissant suivant :
- dobleak : c'est le nom de la main d'un joueur ayant une double paire (ou un carré, mais il n'est considéré que comme une double paire et ne lui est pas supérieur) ;
- mediak : trois cartes du même rang (un brelan) ;
- parea : une paire, combinaison minimale pour parier.

Si plusieurs joueurs ont une combinaison de même rang ils sont départagés comme pour haundia : c'est la carte qui a la valeur la plus grande au sein de la combinaison qui l'emporte ; on ne tient jamais compte des cartes hors combinaison. Ainsi, par exemple, une main de deux cavaliers et deux six bat une main de quatre valets (parce qu'un cavalier est plus grand qu'un valet) ou une main de trois rois (parce que dobleak est supérieur à mediak). Comme toujours, l'ordre de distribution départage les joueurs qui ont une combinaison identique.

### Phase 5: Jokoa (le «jeu»)
Cette phase est basée sur la somme totale de la valeur des cartes en main. Les figures (Valet, Cavalier et Roi) ont une valeur de 10 chacune, et les autres cartes valent les points marqués (7 points pour un 7, etc.). Un joueur a jokoa si quand on fait l’addition des valeurs des cartes, le résultat atteint ou dépasse 31. Avec trois figures on a le jeu, avec deux figures on y arrive avec deux basses cartes dont le total fait 11 ou plus, avec une seule figure il faut en outre un brelan de sept, et sans figure c'est impossible.
Avant de commencer les mises pour cette phase, les joueurs doivent annoncer s'ils ont jokoa en main avec une phrase affirmative telle que jokoa bai (j'ai le jeu) ou dans le cas contraire jokoa ez (je n’ai pas le jeu). Mentir n'est pas permis.
Si au moins un joueur de chaque couple a jokoa, les joueurs concernés peuvent miser (ou non) sur le résultat de cette phase, qui est déterminé selon un ordre qui est le suivant (en décroissant) : 31; 32; 40; 37; 36; 35; 34; 33 (on notera que 31 bat 32 qui bat 40, mais qu'ensuite l'ordre est celui du total de points de la main).
Si aucun des quatre joueurs n'a jokoa, il y aura faux jeu : Pundia. Dans ce cas tous les joueurs peuvent miser et le résultat sera alors déterminé par le total le plus élevé. Le faux jeu le plus fort sera donc atteint avec la valeur 30.

## Règles relatives aux mises
Les annonces de mise sont faite dans l'ordre de la distribution, et, dans le cas des phases pareak et jokoa, seulement par les joueurs concernés et seulement si les deux camps sont représentés. Miser n'est pas obligatoire, le joueur peut passer avec des phrases comme paso (je passe). La mise minimale est de deux points, la mise maximale, de quarante. Elle annoncée avec imido (je mise...).
Une fois une mise faite, c'est aux adversaires de répondre (même s'ils ont passé), avec trois possibilités : accepter, augmenter ou refuser :
- accepter la mise : on l'annonce avec iduki (j’ouvre) ;
- augmenter la mise. On peut augmenter la mise de la quantité qu'on veut, ce qui est fait en disant x gehiago (avec x le nombre de tanto misés en plus). Le choix d'accepter, augmenter ou refuser passe alors aux adversaires, et les augmentations peuvent se poursuivre alternativement avec pour seule limite les 40 points où le jeu s'arrête de toute façon, jusqu'à ce que la mise soit acceptée ou refusée ;
- refuser la mise. Pour refuser on annonce tira, et les adversaires gagneront alors autant de points qu'à la dernière mise qu'on a soi-même lancée, avec un minimum de un point (si le refus est immédiat et qu'on n'a rien misé).

### Hordago!
Il s'agit d'une mise spéciale, qu'on peut faire à tout moment où il est possible de miser ou répondre à une mise. C'est la mise ultime et il n'est pas possible de surenchérir, les adversaires ne peuvent qu'accepter ou refuser.
Si le hordago est refusé les règles de pénalisation sont les mêmes que pour les autres mises (gain de la mise qui précède le hordago avec un minimum de un point en l'absence d'une telle mise, qui ne seront perçu qu'au moment du compte des points de la phase). La partie continue, on passe à la phase suivante.
Si un hordago lancé est accepté, on arrête la manche qu'on est en train de jouer, les points déjà gagnés comme ceux qui sont encore en jeu pour les phases antérieures de cette manche ne comptent plus. Les joueurs montrent leurs cartes et on résout le coup immédiatement, et le couple qui le gagne, gagne aussi la partie.
Un hordago n'est pas le seul pari qui décide de toute la partie, un pari de 40 points ou d'un nombre de points qui permet d'atteindre 40 compte tenu des points déjà gagnés le fait aussi, mais il est un peu différent. En cas de refus, le résultat est exactement le même. En revanche, en cas d'acceptation, il y a résolution immédiate, alors qu'un pari ordinaire n'est résolu qu'à son tour, et seulement si la partie n'est pas déjà terminée (ce qui arrive si les 40 points sont obtenus au titre d'une phase précédente de la même manche).

## Décompte des points
Les points sont comptés phase par phase, les points du pari en même temps que les points de combinaison ; on arrête dès les 40 points obtenus, sans chercher à compter les points des éventuelles phases restant de la manche.
le mus est un jeu par équipe, et l'équipe gagnante d'un coup et du pari accepté correspondant est celle du joueur ayant la combinaison de plus haut niveau dans chaque phase (ou coup), même s'il n'a pas participé personnellement et activement au pari). Le second joueur de cette équipe peut également lui faire gagner des points, même si un adversaire avait une combinaison plus forte que lui. L'autre équipe ne gagne rien pour cette phase au titre de la combinaison (mais peut gagner la phase suivante, et peut également gagner les points pour un refus sur son pari).
Aux paires le couple gagnant percevra, au titre de la combinaison :
- 3 points pour chaque dobleak qu'aura chacun des joueurs du couple ;
- 2 points pour chaque mediak qu'il aura;
- 1 point pour chaque pareak.

Au jeu, il percevra :
- 3 points pour chaque jeu égal à 31 qu'aura chacun des joueurs du couple ;
- 2 points pour chaque jeu différent de 31 qu'aura chacun des joueurs du couple ;
- 1 seul point si on est passé au cas du faux jeu.

### Perception du pari
Si une enchère s'est finalement terminée par un refus, les points de pénalité sont gagnés à ce moment.
S'il y a eu une mise acceptée, le couple gagnant l'encaisse.
Enfin, s'il n'y a pas eu de mise (le coup est "paso" parque tous le monde a passé, parce que les conditions pour miser n'étaient pas remplies par au moins un camp) le couple gagnant encaisse quand même un point au titre du pari.

## Fin du jeu
Il faut remarquer (surtout quand les deux couples sont proches des 40 points, avec un score serré) qu'après avoir fini la phase de mises de chacune des mains et quand on passe au décompte des points qui correspondent à chaque couple, il faudra faire ce décompte aussi bien pour les points provenant des paris que pour ceux provenant des combinaisons, en respectant strictement et scrupuleusement l'ordre des coups (grands, petits, paires, puis jeu ou faux jeu ou puntu).
Le jeu sera gagné par le couple qui, suivant cet ordre, atteindra en premier le nombre de 8 hamarreko (40 points), et précisément à l'instant même où ce nombre sera atteint. Ceci veut dire, qu'une fois qu'un couple a atteint les 40 points, on arrête le décompte, même s'il reste encore d'autres coups à compter pour cette main.
L'importance de cet ordre au moment du décompte devient plus remarquable au cas où l'on lance un "hordago". C'est cet ordre qui marque la différence entre celui-ci et miser un nombre de points très grand (même 40) : au cas où un "hordago" a été lancé, on devra vérifier le vainqueur du "hordago" tout de suite. Par contre pour déterminer le vainqueur d'un renvoi de quarante points, il faudra attendre que tous les coups précédant celui auquel on aurait lancé le "hordago" aient été comptabilisés à la fin de la main (peut être qu'alors le jeu sera terminé avant même de pouvoir vérifier qui aurait gagné le coup du pari aux 40 points, car peut-être qu'un des couples aura réussi à atteindre les 40 points nécessaires pour remporter le jeu, grâce aux coups qu'il fallait compter d'abord)